# Tribuno da plebe
Tribuno da plebe (em latim: Tribunus plebis), conhecido também como tribuno do povo ou tribuno plebeu, foi o primeiro cargo do estado romano a ser aberto para plebeus e, por toda  história da república, o mais importante contraponto ao poder do Senado e dos magistrados romanos. Estes tribunos tinham o poder de convocar e presidir a Assembleia da plebe ("Concilium Plebis"), de convocar uma reunião do Senado, de propor novas leis, de intervir em nome dos plebeus em assuntos legais e, mais importante, de interpor um veto às ações dos cônsules e outros magistrados para proteger os interesses da plebe. Os tribunos eram sacrossantos e qualquer ataque à sua integridade física era proibido por lei e protegê-los com sua própria vida era o dever de todos plebeus. No período imperial, os poderes dos tribunos foram investidos no imperador e o cargo perdeu sua independência e maior parte de suas funções. Em seu tempo, os tribunos se sentavam nos chamados bancos tribunais no Fórum Romano.

## História

### Criação do tribunato

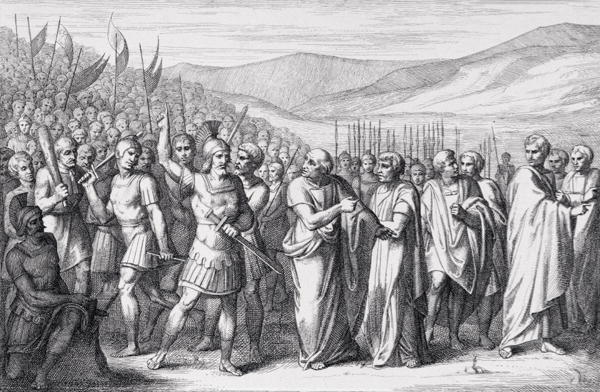
Revolta do Monte Sacro, B. Barloccini, 1849

No ano de 495 a.C., alguns anos após a queda da monarquia romana e da fundação da República Romana (509 a.C.), os plebeus se viram completamente subjugados por pesadas dívidas. Nesse contexto, tiveram início uma série de enfrentamentos entre a plebe e os patrícios e, por conselho de Lúcio Sicínio Veluto, um grande número de plebeus deixaram Roma e se instalaram no Monte Sacro, fenômeno conhecido como "secessão".
Em pânico por causa da situação, o Senado Romano enviou Agripa Menênio Lanato, um ex-cônsul que era muito querido pelos plebeus, para tentar trazê-los de volta à Roma. Menênio foi bem recebido e, segundo Lívio, contou aos plebeus a fábula do corpo e das pernas, igualando a plebe às pernas que escolheram não mais suportar o corpo e, desse modo, acabaram também morrendo de fome; assim como o corpo e as pernas, a cidade de Roma não sobreviveria sem que patrícios e plebeus trabalhassem em harmonia.
Os plebeus concordaram em negociar o retorno à cidade e sua condição era que tribunos especiais deveriam ser nomeados como representantes da plebe para protegê-los dos poderes dos cônsules. Nenhum membro da classe senatorial poderia ser elegível para esta função, que seria restrita a plebeus, e o tribuno deveria ser "intocável", ou seja, qualquer pessoa que o atacasse teria suas propriedades confiscadas e doadas ao Templo de Ceres, a fórmula "sacer esto" (maldito seja) era pronunciada e todo plebeu poderia matá-lo sem medo de ser punido ("sacrossantidade"). O Senado concordou e os plebeus retornaram para a cidade.
Para garantir a inviolabilidade do Tribuno, a Plebe fazia um juramento perante Ceres de proteger seus tribunos até mesmo com o sacrifício da própria vida, essa tradição daria origem à "lex sacratia" de 471 a.C..
Entre as concessões que garantiram o retorno da plebe, estava a promessa da construção de templos dedicados a Ceres, Baco e Libera, deuses preferidos pelos plebeus. Essa promessa se realizou no ano seguinte. Além disso, foi erguido um templo dedicado à Concórdia (mitologia) para celebrar o acordo.
Além disso, esses tribunos teriam o direito de presidir o Conselho da Plebe.
Os primeiros tribunos da plebe ("tribuni plebis") foram Lúcio Albínio Patérculo e Caio Licínio, nomeados ainda em 493 a.C.. Logo depois, os próprios tribunos nomearam Sicínio e mais dois como seus colegas.

### Tribunos e o conflito das ordens
A reconciliação entre patrícios e plebeus depois da criação do tribunato, em 493 a.C., foi temporária. Em 462 a.C., o tribuno Caio Terentílio Arsa alegou que o governo consular havia se tornado ainda mais opressivo do que a monarquia e urgiu a aprovação de uma lei nomeando cinco comissários com a missão de definir e limitar os poderes dos cônsules. Por ameaça de guerra e epidemia, o assunto foi adiado por cinco anos, bastante conflituosos, com o mesmo colégio de tribunos sendo eleito cada ano. Em 457 a.C., na esperança de acabar com o ímpeto dos defensores desta nova lei, o Senado concordou em aumentar o número de tribunos para dez, desde que nenhum tribuno do ano anterior fosse re-eleito.
Porém, os novos tribunos continuaram a pressionar pela adoção da Lex Terentilia até que, em 454 a.C., o Senado concordou em nomear três comissários para estudar as leis e instituições gregas e, com a ajuda deles, resolver o conflito entre as ordens. Quando eles retornaram, senadores e tribunos concordaram em nomear um grupo de dez homens, conhecidos como decênviros ("decemviri legibus scribundis consulari imperio"), por um ano no lugar dos tradicionais magistrados com a missão de codificar a lei romana. O tribunato também foi suspenso naquele ano. Porém, quando um segundo colégio de decênviros,  nomeado para o ano de 450 a.C., tentou ilegalmente se manter no cargo para o ano seguinte e o abuso da autoridade dos decênviros ficou claro para os plebeus, o decenvirato foi abolido e os tribunos voltaram a ser eleitos juntamente com os magistrados tradicionais. Entre as leis codificadas pelos decênviros esta uma que proibia o casamento entre plebeus e patrícios. As chamadas "Doze Tábuas" do direito romano também codificaram que o consulado estaria fora do alcance dos plebeus.
Segundo Tim J Cornell, somente com o fim do decenvirato, e com a publicação das "Leges Valeriae-Horatiae", em 449 a.C., após a segunda secessão da plebe, é que as instituições plebeias se consolidaram.
Em 448 a.C., dois patrícios foram co-optados para preencherem duas vagas no tribunato. Por terem visões moderadas, o mandato deles terminou pacificamente. Para evitarem futuras tentativas dos patrícios de influenciarem a escolha dos tribunos, Lúcio Trebônio Asper promulgou a Lex Trebonia, que proibia que tribunos co-optassem colegas em caso de vacância e exigia que a eleição continuasse até que todas as posições fossem preenchidas. Mas as relações entre as ordens continuaram se deteriorando até que, em 445 a.C., os tribunos, liderados por Caio Canuleio, conseguiram aprovar a Lex Canuleia, que permitia o casamento entre patrícios e plebeus e também que um dos cônsules fosse plebeu.
Ao invés de permitir a eleição de um cônsul plebeu, o Senado resolveu permitir a eleição de "tribunos militares com poderes consulares" ("tribuni militum consulari potestate"), que podiam ser eleitos entre membros de ambas as ordens. Inicialmente, esta solução agradou os plebeus, mas, na prática, apenas patrícios eram eleitos. A eleição de tribunos militares no lugar dos cônsules evitou que plebeus assumissem os cargos mais altos do estado romano até 400 a.C., quando quatro dos seis tribunos foram plebeus. Novos tribunos plebeus foram eleitos em 399, 396 e 379 a.C., mas em todos os demais anos entre 444 e 376 a.C., todos os tribunos militares com poderes consulares foram patrícios.
A partir de 376 a.C., Caio Licínio Estolão e Lúcio Sêxtio Laterano, tribunos da plebe, impuseram seus vetos para impedir a eleição anual de todos os magistrados. Como eles foram sendo re-eleitos ano após ano, os dois conseguiram frustrar todas as tentativas dos patrícios de contornarem a situação. Entre 371 e 367 a.C., novos tribunos militares patrícios foram eleitos até que finalmente a Lex Licinia Sextia foi aprovada. Pelos seus termos, os tribunos consulares foram extintos e um dos dois cônsules eleitos anualmente obrigatoriamente tinha que ser um plebeu. Apesar de ocasionais violações da lei pela eleição de dois patrícios, o próprio Sêxtio Laterano foi eleito cônsul em 366 a.C. e Licínio dois anos mais tarde. Finalmente os tribunos plebeus haviam conseguido romper o monopólio patrício nas mais altas magistraturas romanas.
Depois da vitória em 367 a.C., os tribunos da plebe permaneceram como um importante contraponto ao poder do Senado e das magistraturas anuais. Em 287 a.C., após a Terceira Secessão da Plebe, o Senado finalmente reconheceu as plebiscita como leis obrigatórias a todos romanos e não apenas aos plebeus. Em 149 a.C., os eleitos para o tribunato automaticamente ganhavam uma cadeira no Senado.

### Erosão do poder tribunício

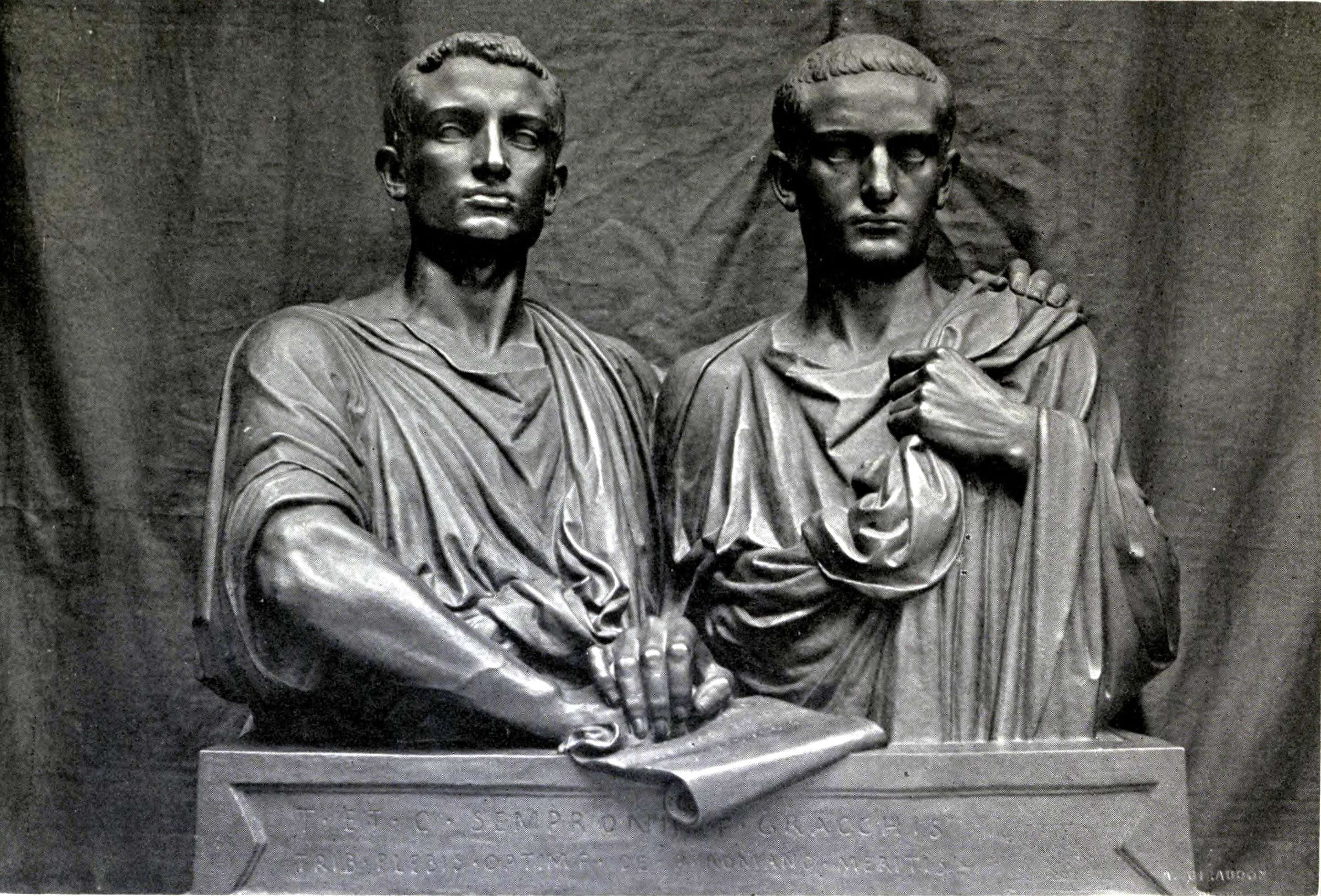
Os irmãos Graco, Tibério e Caio, dois famosos tribunos da plebe que morreram na defesa de leis mais favoráveis aos plebeus no final do século II a.C.

Porém, em 81 a.C., o ditador Sula, que considerava os tribunos da plebe como uma ameaça ao poder do Senado, retirou-lhes a capacidade de iniciarem novas leis e de vetarem atos do Senado. Ele também proibiu ex-tribunos de se candidatarem a quaisquer outras funções, efetivamente impedindo que o tribunato fosse usado como trampolim para cargos mais altos (seguir o "cursus honorus"). Embora os tribunos tenham mantido a prerrogativa de intercederem em nome de cidadãos individuais, a maior parte de seu poder se perde com as reformas de Sula.
Em 75 a.C., os ex-tribunos recuperaram o direito de seguir na carreira política e, em 70 a.C., a autoridade tribunícia foi totalmente restaurada pelos cônsules Pompeu e Crasso, mas o precedente já estava posto. A dignidade do cargo foi novamente atacada quando, em 59 a.C., o patrício Públio Clódio Pulcro, que aspirava o poder dos tribunos, se fez adotar por uma jovem plebeia e renunciou ao seu status patrício para ser eleito tribuno da plebe no ano seguinte. Embora ilegal e absurdo, foi permitido que o esquema de Clódio fosse adiante e ele, uma vez eleito, embarcou num programa legislativo cujo objetivo era botar na ilegalidade seus adversários políticos e confiscar suas propriedades, com grande ganho pessoal para si próprio.
Em 62 a.C., Marco Pórcio Catão Uticense foi eleito como tribuno da plebe, apesar de ser apoiado pelos "optimates" (partido conservador na República Romana).
Em 48 a.C., o Senado investiu o "poder tribunício" ("tribunicia potestas") no ditador Caio Júlio César, que, sendo patrício, não podia ser eleito tribuno. Quando dois dos tribunos eleitos tentaram vetar este ato, César os impediu e, levando-os até o Senado, retirou-lhes o poder. César nunca mais enfrentou oposição dos tribunos e manteve o poder até seu assassinato em 44 a.C..
Em 23 a.C., o Senado investiu o poder tribunício num sobrinho de César e seu filho adotivo, Otaviano, que passou a se auto-denominar "Augusto". A partir daí, o poder tribunício se tornou um dos pré-requisitos dos imperadores romanos, com a maioria deles recebendo-o do Senado ao chegarem ao trono, embora alguns o tenham recebido durante o mandato de seus predecessores, uma forma de designar um membro da corte imperial como um herdeiro aparente. Este foi o caso de Agripa, Druso, o Jovem, Tibério, Tito, Trajano e Marco Aurélio. Com a fusão poder tribunício com o próprio poder imperial, a antiga autoridade dos tribunos desapareceu.
Embora o cargo tenha existido durante todo o Império Romano, sua independência e quase todas as suas funções práticas se perderam. Juntamente com o cargo de edil, o tribunato era apenas um passo na carreira política dos plebeus que aspiravam a uma posição no Senado pelo menos até o século III. Há evidências de que o cargo ainda existia no começo do século V.

## Poderes dos tribunos

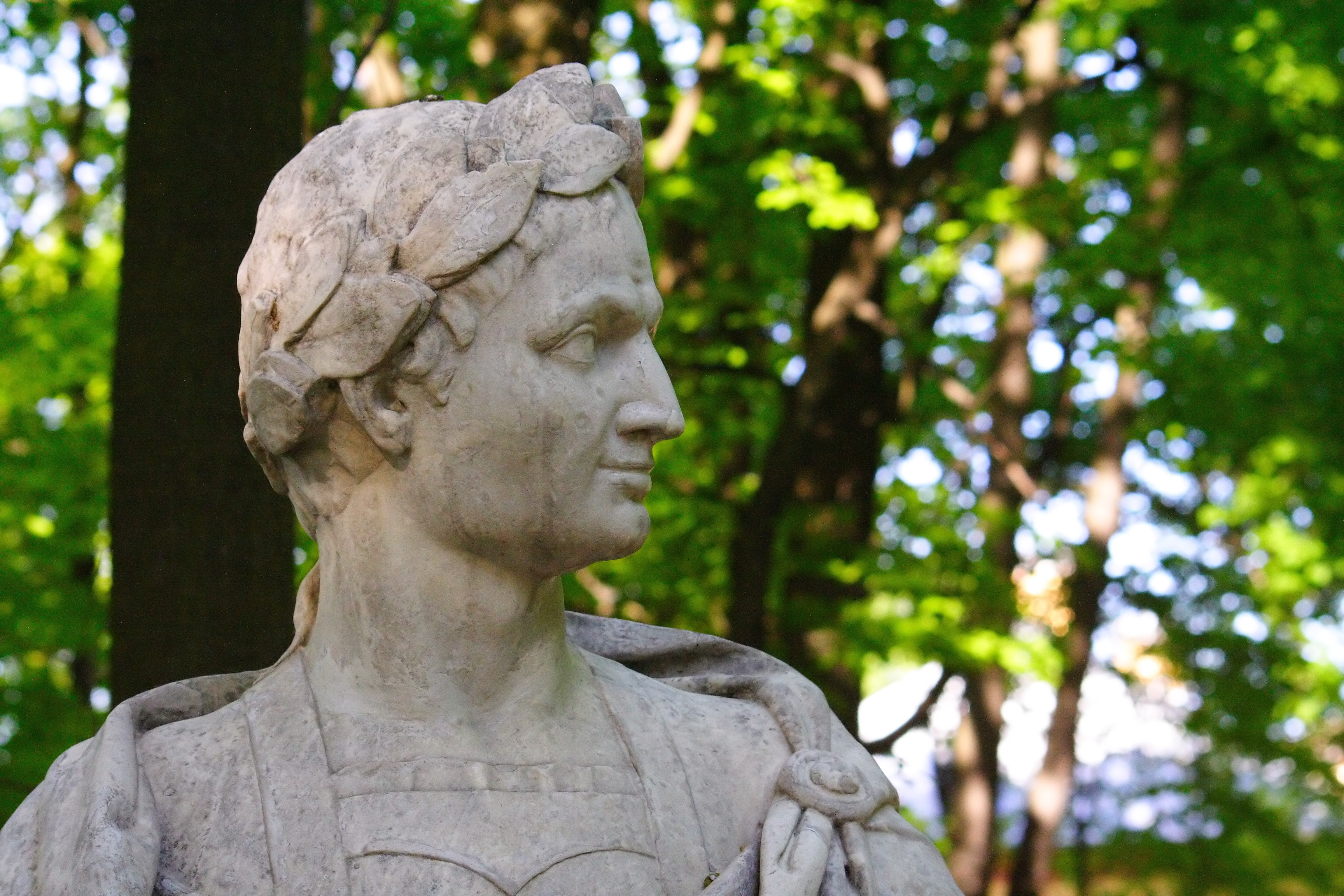
Júlio César, o famoso ditador romano que recebeu o poder tribunício perpétuo do Senado Romano, um dos fatores que minaram a função dos tribunos da plebe e lançaram base para os futuros imperadores romanos

Embora sejam às vezes chamados de "magistrados plebeus", os tribunos da plebe , assim como o edis plebeus, um cargo criado na mesma época, não eram tecnicamente magistrados, pois eram escolhidos pela Assembleia da plebe apenas e não por todos os cidadãos romanos. Porém, atuavam de forma indistinguível da atuação dos magistrados. Através do poder tribunício (em latim: tribunicia potestas), eles podiam convocar a Assembleia da plebe, que tinha poderes para aprovar leis válidas apenas para os plebeus ("plebiscita") e de eleger novos tribunos e edis. Desde a instituição do tribunato, qualquer um dos tribunos podia presidir a assembleia e propor uma legislação para ser aprovada. Na época da Segunda Guerra Púnica, os tribunos passaram também a poder convocar reuniões do Senado e apresentar propostas da plebe perante os senadores.
Ius intercessionis ou intercessio  ou veto tribunício era o nome do poder dos tribunos de interpor um veto às ações de qualquer magistrado e do Senado. Como os tribunos não eram tecnicamente magistrados e, portanto, não possuíam o "maior potestas", o "poder de comando", eles confiavam em sua sacrossantidade para obstruir ações consideradas desfavoráveis para os plebeus. Sendo sacrossanto, ninguém poderia atacar um tribuno ou interferir em suas atividades, pois fazê-lo — ou ignorar seu veto — poderia levar a uma condenação à morte. Este poder era particularmente importante quando um tribuno ordenava a prisão de alguém e fazia dos tribunos uma força independente dos magistrados, que não tinham como vetar a ação de um tribuno. Qualquer magistrado, senador ou assembleia que tentasse desconsiderar as ordens de um tribuno se veria obrigado a enfrentar a "sacrossantidade de sua pessoa". Apenas os ditadores (e, provavelmente, os inter-reis) estavam acima do poder de veto.
Os tribunos podiam vetar eleições e ações do Senado Romano e, em raras ocasiões, podiam interpor um veto abrangente que barrava todas as funções governamentais, como foi o caso de Tibério Semprônio Graco em 134 a.C., quando o Senado tentou bloquear sua reforma agrária interpondo o veto de um outro tribuno.
Os tribunos também possuíam a autoridade para fazer valer o direito do provocatio ad populum, um precursor do moderno direito de habeas corpus. Ele dava ao cidadão o romano o direito de apelar contra as ações de magistrado gritando "ego te provoco!" Uma vez invocado, este direito requeria que um dos tribunos estivesse presente para entender a situação e determinar a legalidade da ação do magistrado. Na prática, os tribunos detinham um poder sem precedentes para proteger os indivíduos do exercício do poder estatal e deu aos cidadãos romanos um grau de liberdade sem igual entre os diversos povos da Antiguidade.
A "provocatio" teve sua origem nas três leges Valeriae (509, 449 e 300 AC).

### Limitações
Embora um tribuno pudesse vetar qualquer ação de um magistrado, senador ou de assembleias, ele tinha que estar fisicamente presente para fazê-lo. Uma vez que ele se ausentasse, a ação poderia ser completada como se o veto não ocorresse.
Como a sacrossantidade dos tribunos dependia de um juramento dos plebeus para defendê-los, seus poderes estavam efetivamente limitados às fronteiras da cidade de Roma (pomério). Um tribuno viajando fora da cidade não podia contar com sua autoridade para intervir em prol dos plebeus. Por esta razão, as atividades dos tribunos eram normalmente confinados à cidade de Roma e ao território até uma milha de distância.

### Tribunos Assassinados
Apesar da proteção à sua inviolabilidade, alguns Tribunos da Plebe foram assassinados, dentre eles:
- Tibério Graco, assassinado em 133 a.C.;
- Caio Graco, assassinado em 121 a.C.;
- Lúcio Apuleio Saturnino, assassinado em 100 a.C.;
- Marco Lívio Druso, assassinado em 91 a.C.;
- Publius Sulpicius Rufus, assassinado em 88 a.C.;
- Lúcio Sérgio Catilina, assassinado em 62 a.C.; e
- Públio Clódio Pulcro, assassinado em 52 a.C..[5]